# Collège jésuite classique d'Osijek
Le collège jésuite classique d’Osijek (dont, en croate, le nom complet est: Isusovačka klasična gimnazija s pravom javnosti) est une institution catholique d’enseignement secondaire sise à Tvrđa, centre historique de la ville d’Osijek, en Croatie orientale. Dirigé par les pères Jésuites le collège fut fondé en 1998. 

## Histoire
Outre leur engagement linguistico-religieux en faveur de la langue croate les Jésuites eurent, à partir de 1687 une résidence à Osijek, qui fut centre d’où partaient des groupes de ‘missionnaires des campagnes’, visitant les paroisses et y organisant des missions populaires, pour soutenir la foi catholique dans une région alors sous forte influence ottoman.  Tout cela disparut lorsque la Compagnie de Jésus fut supprimée (1773).
Officiellement ouverte le 10 février 1998 le collège reçoit le 25 juin 1998, l’autorisation du ministère croate des Sciences, de l’Éducation et des Sports d’ouvrir ses portes en tant que collège d’études classiques de 4 ans (‘gymnasium’). Cela comprend l’apprentissage des langues et cultures latine et grecque tout au long des quatre années avec étude de la littérature ancienne.
23 élèves sont inscrits pour la première année scolaire (1998-1999). Deux classes furent ajoutées au cours des deux années suivantes, comme le prévoit le plan d’inscription scolaire, avec l’approbation du Ministère. Dans un premier temps l’enseignement fut imparti en plusieurs endroits différents, comme la résidence jésuite à Osijek et dans un espace prêté par le Gymnasium II. En 2000, le collège a emménagé dans un nouveau bâtiment. 
L’idéal jésuite se reflète dans la devise du collège : Semper magis (latin pour: 'Toujours plus’) . Il vise à former des « hommes et des femmes pour les autres » (suivant la formule du père Arrupe) qui sont également solides dans leur foi chrétienne et respectueux des personnes ayant d’autres croyances, ouverts au dialogue. Tout cela, suivant la charte de l’éducation jésuite appelée Ratio Studiorum régulièrement mise à jour.